# ذى القرض (السياني)

تعديل مصدري - تعديل

ذى القرض هي إحدى قرى عزلة العارضة بمديرية السياني التابعة لمحافظة إب، بلغ تعداد سكانها 283 نسمة حسب تعداد اليمن لعام 2004.